# Jean Louis Brigitte Espagne
Jean Louis Brigitte Espagne, né le 16 février 1769 à Auch en Gascogne et mort le 21 mai 1809 à Lobau en Autriche, est un général français de la Révolution et de l’Empire.

## Carrière

### Guerres de la Révolution
Il s'engage à 18 ans le 6 juillet 1787 dans le régiment des dragons de la Reine, alors en garnison à Verdun. C'est à cette époque qu'il se lie d'amitié avec le futur général Alexandre Dumas (dont il est le témoin de mariage à Villers-Cotterêts en 1792) ainsi qu'avec le dragon Louis Chrétien Carrière Beaumont et l'adjudant Joseph Piston. L'histoire de ces quatre dragons de la Reine — qui tous sont devenus généraux — et dont les noms de trois d'entre eux sont inscrits sur l'arc de triomphe à Paris préfigure d'une certaine manière Les Trois Mousquetaires, le célèbre roman du fils du général Dumas.
Il est nommé capitaine le 2 septembre 1792 aux hussards dits les Défenseurs de la liberté et de l'égalité, depuis 6e régiment. Lieutenant-colonel le 30 novembre et adjudant-général le 23 septembre 1793, il acquiert ces différents grades aux armées de Champagne et du Nord, sous les généraux Luckner, Rochambeau, Dumouriez, et à celle des Pyrénées-Orientales sous La Bourdonnaye. C'est à l'armée de Sambre-et-Meuse que, nommé chef de brigade le 26 frimaire an V, il prend le commandement du 8e régiment de cavalerie (cuirassiers). Il fait avec ce régiment, à l'armée de Mayence, sous Jacques Maurice Hatry, la campagne de l'an VI et celle de l'Allemagne sous Augereau, et partie de celle de l'an VIII à l'armée du Danube que commande Jourdan. Le Directoire l'ayant nommé le 22 messidor (10 juillet 1799) général de brigade, et l'ayant envoyé servir sous les ordres du général Muller à l'armée d'observation, sa présence à cette armée est de courte durée.
Le 7 thermidor de la même année il rejoint l'armée du Rhin, où d'abord sous Lacombe et ensuite sous Moreau, il se distingue le 10 floréal an VIII, à la bataille de Moeskirch ; le 30 prairial, à celle d'Höchstädt, et le 8 messidor au combat de Neubourg. Chargé à cette dernière affaire d'attaquer l'ennemi sur les hauteurs d'Untershausen, il s'avance sur ce plateau avec les 1er et 3e bataillons de la 84e demi-brigade ; après quelques efforts, la redoute est enlevée, mais d'Espagne, blessé au bras, doit quitter le champ de bataille. L'année suivante, il combat le 12 frimaire, à Hohenlinden. Mis en non-activité le 1er vendémiaire an X, il a le 6 brumaire suivant, un commandement dans la 21e division militaire, et il en est encore investi lorsqu'il est nommé les 17 frimaire et 25 prairial an XII, membre et commandeur de la Légion d'honneur. Promu au grade de général de division le 12 pluviôse an XIII (1er février 1805), il va à l'armée d'Italie prendre le commandement de la cavalerie légère sous le maréchal Masséna avec laquelle il combat notamment à Caldiero. Le 12 brumaire an XIV, en poursuivant l'ennemi sur le chemin de Lonujo, il fait 600 prisonniers et parvient à gagner Leybach dans les derniers jours du mois.

### Général de l'Empire

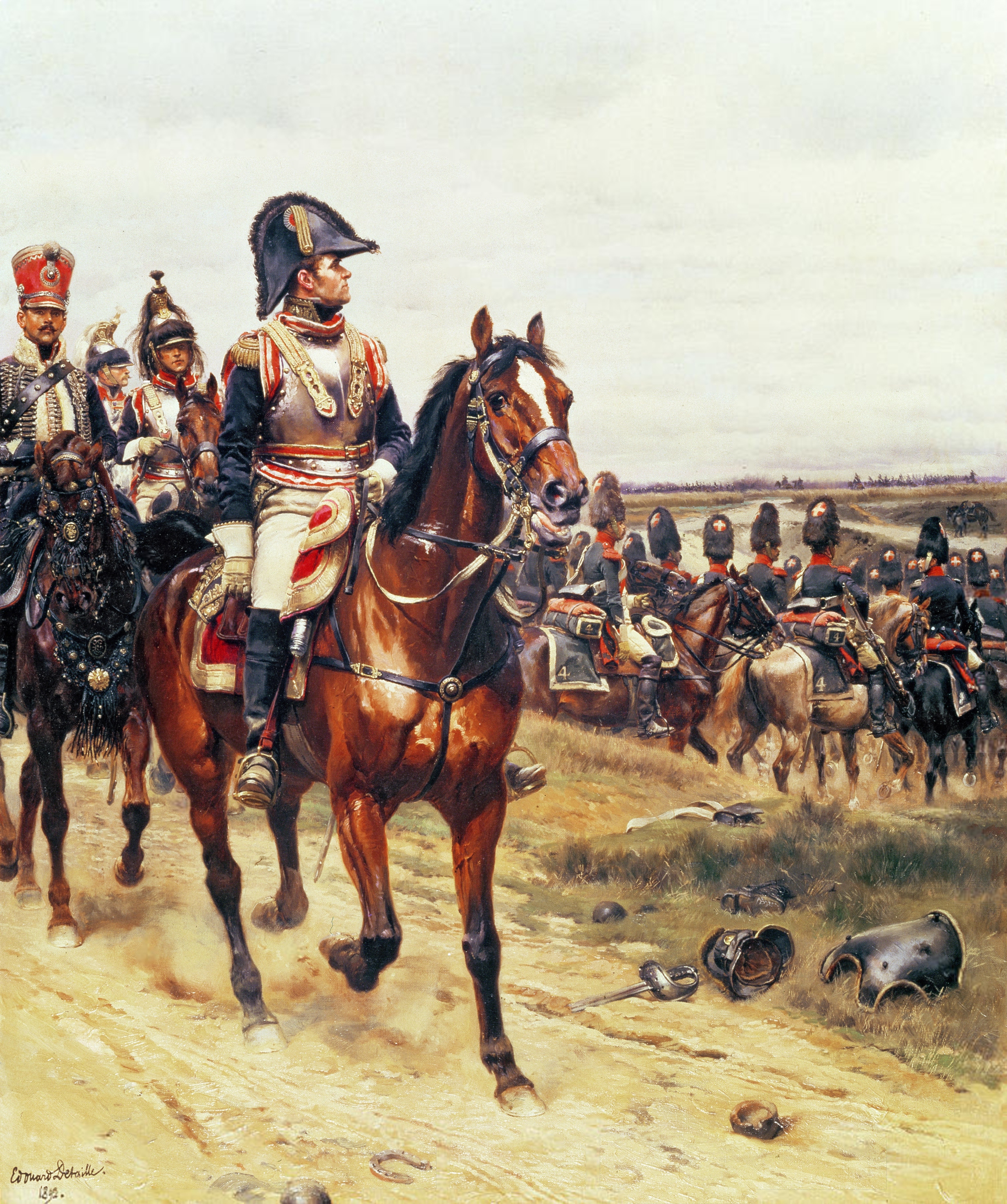
Le général Espagne dans son uniforme de cuirassier à la bataille d'Heilsberg en 1807 (peinture d'Édouard Detaille, 1892).

Passé en 1806 à l'armée de Naples, il a pour mission de réprimer les insurgés calabrais, commandés par Fra Diavolo, le plus déterminé et le plus féroce des galériens que Sidney Smith, repoussé de l'île de Procida, a débarqués sur le territoire napolitain, pour venger sa défaite par le meurtre, le pillage et l'incendie.
Quelque temps après, rappelé à la Grande Armée, Espagne y reçoit le 22 novembre 1806 le commandement de la 3e division de cuirassiers, avec laquelle il est grièvement blessé le 10 juin 1807 à la bataille d'Heilsberg. L'Empereur saisit cette occasion pour récompenser ses services en le faisant, le 11 juillet, grand officier de la Légion d'honneur, puis comte de l'Empire en 1808. C'est en opérant une charge au cours de la bataille d'Essling, qui se déroule du 20 au 22 mai 1809, qu'Espagne est frappé par un boulet. Porté dans l'île Lobau, il y meurt le soir du 21 mai des suites de sa blessure. Sa statue équestre, que l'Empereur, par décret du 1er janvier 1810, destine à décorer le pont de la Concorde, est transportée en 1816 à l'hôtel des Invalides. Son nom est inscrit sur le côté Est de l'arc de triomphe de l'Étoile.
Sa mort est racontée de manière romancée par Patrick Rambaud dans son roman La Bataille.

## Décorations, titres, honneurs…

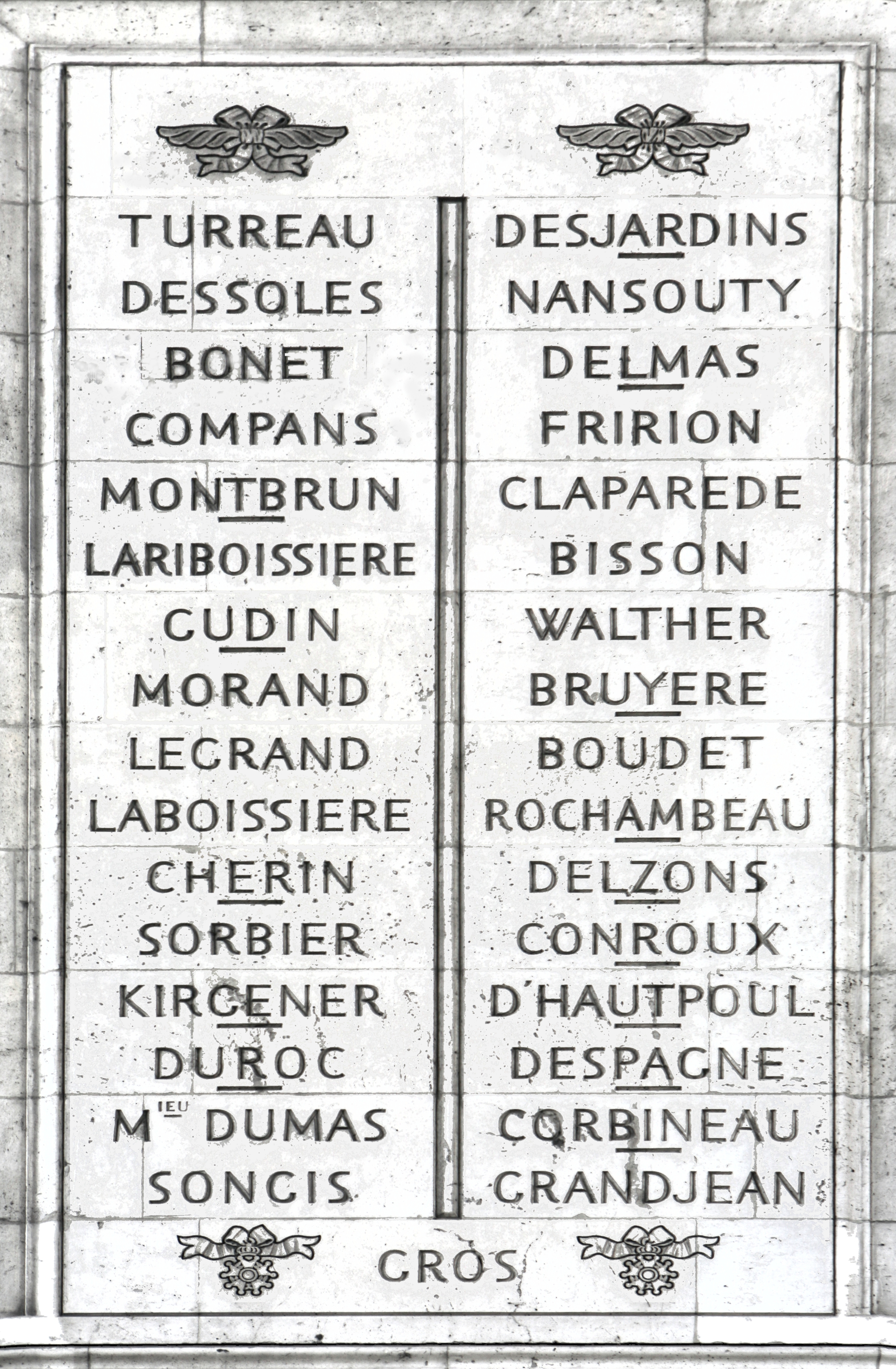
Noms gravés sous l'arc de triomphe de l'Étoile : pilier Est, 15e et 16e colonnes.

- Chevalier de la Légion d'honneur le 11 décembre 1803
- Commandeur de la Légion d'honneur le 14 juin 1804
- Grand officier de la Légion d'honneur le 11 juillet 1807
- Comte de l'Empire en avril 1808